# Гандинагар
Гандинагар е главен град на окръг Гандинагар и столица на щата Гуджарат, Индия. Населението на града е 2 195 891 души (2008).

## География
Града се намира на 81 метра надморска височина, разположен е на брега на река Сабармати.

## Побратимени градове
- Дубай
- Канбера